# 潘凱
潘凱（？—1786年），字倬成，清朝官員。舉人出身。

## 生平
潘凱，字倬成，蘇州胡廂使巷人。乾隆二十一丙子年（1756）舉人。 於乾隆四十九年（1784）接替程峻，於台灣擔任台灣府淡水撫民同知。台灣府淡水撫民同知又稱淡水同知，為台灣清治時期的重要地方官員，官職品等為正五品，專司負責北台灣內政，為駐守於淡水廳的地方父母官。因為當時淡水廳管轄區域約今台灣基隆至新竹，因此實為北台灣的統治者。
1786年，他於前往貓里社相驗命案的返途中，遭台灣直加末南社、目懷兩原住民社襲殺殉職。其被害案是台灣歷史重大懸案之一。  